# الشريعة (كتاب)
كتاب الشريعة قام بتأليفه الإمام الآجري المتوفى سنة (360 هـ)، وكان من أسباب تأليف الإمام الآجري لهذا الكتاب انتشار البدع والأهواء في عصره، وظهور الفرق الضالة المناوئة لأهل السنة والجماعة، حتى لبست هذه الفرق على كثير من الناس أمر دينهم، وشكّوكهم في أصول اعتقادهم، وأخذوا يثيرون عليهم الشبه، ويجادلونهم بالمتشابه، فألف الإمام الآجري هذا الكتاب غيرة على الدين والعقيدة الصحيحة الصافية، حيث قال الإمام الآجري عن سبب تأليفه لهذا الكتاب: « قد رسمت في هذا الكتاب –وهو كتاب الشريعة– من أوله إلى آخره، ما أعلم أن جميع من شمله الإسلام محتاج إلى علمه لفساد مذاهب كثير من الناس، ولما قد ظهر كثير من الأهواء الضالة والبدع المتواترة ما أعلم أن أهل الحق تقوي به نفوسهم، ومقمعة لأهل البدع والضلالة على حسب ما علمني الله عز وجل، فالحمد لله على ذلك».

يتناول الكتاب غالب مسائل العقيدة الإسلامية على منهج السلف الصالح، كما يتناول الكتاب الرد على أهل البدع والفرق الضالة.

ومن هذه المسائل: مسائل الإيمان والكفر التي انحرف فيها فرق الخوارج والمعتزلة من جانب، وفرق الجهمية والمرجئة من جانب آخر.

وكان منها مسائل الأسماء والصفات، وقد أخذت مسألة القرآن كلام الله مساحة واسعة من البحث من أجل فتنة المحنة التي أوقع فيها بعض خلفاء بني العباس فكانت من أخطر البدع التي عم البلاء فيها قطاعات عريضة من الأمة إلى أن يسر الله تعالى القضاء عليها بفضله على يد إمام أهل السنة أحمد بن حنبل رحمه الله، ومن تبعه على الحق.

وكان أيضا من هذه المسائل، مسائل القضاء والقدر، التي انحرف فيها طائفتي القدرية والجبرية ووقف أهل السنة وسطا بين هذه الفرق كلها.

وكانت أيضا مسألة الاعتقاد في الصحابة، والإمامة، وأهل البيت، من أهم المسائل التي تميز بها أهل السنة عن فرق الرافضة الضُّلال.

وفي هذا الكتاب يوجد تمحيص وتوضيح لهذه المسائل الكبرى بالأسانيد والحجج الواضحة والبراهين البينة التي يتضح جليا لمن علمها معالم هذا المنهج – منهج الإسلام الصافي النقي كما جاء به النبي «‌صلى الله عليه وسلم».

## اسم الكتاب
نص المؤلف على أن اسم كتابه هو: «الشريعة» في عدة مواضع من الكتاب، فمن ذلك أنه قال في بداية الجزء الحادي عشر: «وقد أحببت أن أذكر في هذا الكتاب الذي وسمته بكتاب «الشريعة» من فضائل نبينا محمد ﷺ ما لا ينبغي للمسلمين جهله»، يضاف إلى ذلك أن هذا الاسم «الشريعة» هو الموجود على جميع النسخ الخطية للكتاب، كما أن العلماء الذين ترجموا للآجري ذكروا له هذا الكتاب بهذا الاسم، ولم يخالف في هذا الاسم أحد، إلا أن الذهبي زاد في الاسم فقال في السير (16/134): «الشريعة في السنة»، ولعل هذه الزيادة من الذهبي لبيان موضوع الكتاب.

## توثيق نسبة الكتاب إلى الإمامالآجري
مما يدل على توثيق نسبة هذا الكتاب إلى الإمام الآجري ما يلي:
1. الاستفاضة والشهرة؛ فقد اشتهر هذا الكتاب في الأوساط العلمية بنسبته إلى الإمام الآجري، حتى إنه مجرد أن يذكر كتاب الشريعة فإن الأذهان تنصرف إلى الإمام الآجري.
2. وجود اسم الكتاب منسوباً إلى الإمام الآجري على غلاف النسخ الخطية للكتاب، والتصريح باسم المؤلف واسم الكتاب في ثناياه.
3. إسناد الكتاب المثبت في أول ووسط النسخ الأصلية للكتاب، حيث ساق الناسخ إسناده المتصل إلى الإمام الآجري رحمه الله، وكذلك ما على هذه النسخة من سماعات وإجازات، وتصحيحات وتعليقات.
4. أن غالب من ترجم للإمام الآجري وذكر مصنفاته، قد عدَّ كتاب الشريعة من كتبه؛ كالذهبي في السير وتذكرة الحفاظ والعلو للعلي الغفار، والفاسي، والسيوطي في طبقات الحفاظ والزركلي وغيرهم.
5. نسبه له أصحاب كتب الفهارس والأثبات؛ كابن خير الإشبيلي وإسماعيل باشا البغدادي، وبروكلمان، وفؤاد سزكين، ورضا كحالة وغيرهم.
6. نقول العلماء من الكتاب وإحالتهم عليه؛ كشيخ الإسلام ابن تيمية والذهبي وابن القيم، والشاطبي، وغيرهم.

## أجزاء الكتاب
يتكون الكتاب من 23 جزءًا:
- فبدأ المؤلف الجزء الأول من الكتاب: بالأمر بلزوم الجماعة والنهي عن الفرقة، وبيان افتراق الأمم في دينهم، وافتراق هذه الأمة على وجه الخصوص. ثم ثنَّى بالحديث عن الخوارج وسوء مذهبهم.

ثم تحدث عن مصادر العقيدة وكيفية تلقيها، وتحدث عن الأمر بالتمسك بكتاب الله وسنة نبيه صلى الله عليه وسلم وسنن الصحابة رضوان الله عليهم، والتحذير من البدع والجدال فيما يخالف الكتاب والسنة.
- ثم تناول المؤلف في الجزء الثاني: ذم الجدال والخصومات في الدين، والمراء في القرآن، ثم إثبات أن القرآن كلام الله غير مخلوق والرد على من قال أنه مخلوق، والرد على اللفظية والواقفة، والقائلين: إنه حكاية عما في اللوح المحفوظ.
- ثم تكلم في الجزء الثالث: عن الإيمان والإسلام وما يتعلق بهما من مسائل؛ دخول العمل في مسمى الإيمان، وكفر تارك الصلاة، وزيادة الإيمان ونقصانه وتفاضله، والاستثناء في الإيمان، والسؤال: أمؤمن أنت، ثم الحديث عن المرجئة وسوء مذهبهم.
- ثم تكلم المؤلف في الأجزاء الرابع والخامس والسادس: عن القدر وما يتعلق به من مسائل، والرد على القدرية، وذكر من رد عليهم من الصحابة والتابعين وغيرهم.
- ثم تكلم في الجزء السابع: عن رؤية الله تعالى في الدار الآخرة، وإثبات ذلك بالأدلة والبراهين الشرعية القاطعة، ثم الإيمان بصفة الضحك على ما يليق بجلال الله سبحانه.
- وبدأ الجزء الثامن: بالرد على الحلولية، ثم إثبات الصفات الأخرى التي تنكرها المعطلة.
- وتطرق في الجزء التاسع: إلى التحذير من مذاهب أقوام يكذبون بالشرائع وما يجب على المؤمنين التصديق به.
- وفي الجزء العاشر: الإيمان بعذاب القبر وسؤال الملكين، وبعض علامات الساعة، والتصديق بأن الجنة والنار مخلوقتان، وأن نعيم المؤمنين في الجنة لا ينقطع أبداً، وأن عذاب الكفار لا ينقطع عنهم أبداً.
- والأجزاء الحادي والثاني والثالث عشر: الكلام عن فضائل النبي صلى الله عليه وسلم ودلائل نبوته.
- والأجزاء من الرابع عشر إلى الحادي والعشرين: الكلام عن فضائل الصحابة على وجه العموم، وفضائل الخلفاء الراشدين وبقية العشرة المبشرين بالجنة وفضائل آل البيت على وجه الخصوص.
- والجزء الثاني والعشرين: عن دفن أب يبكر وعمر مع النبي صلى الله عليه وسلم وفضل الروضة الشريفة، وعن وفاة النبي صلى الله عليه وسلم وختم الجزء بفضائل عائشة أم المؤمنين رضي الله عنها.
- والجزء الثالث والعشرون - وهو الأخير -: فخصصه للحديث عن فضائل معاوية بن أبي سفيان رضي الله عنه، ثم فضائل عمار وعمرو بن العاص رضي الله عنهما، وختم الجزء بالكف عما شجر بين الصحابة، واللعنة على من سبهم، ثم ما جاء في الرافضة وسوء مذهبهم، وختم الكتاب بذكر هجر أهل الأهواء والبدع، وعقوبة الأمير لهم.

ثم ذيل الكتاب بقصيدة أبي بكر بن أبي داود في السُّنة التي سمعها منه في مسجد الرصافة.

## قيمة الكتاب العلمية
يعدُّ هذا الكتاب من أهم المصادر في تقرير عقيدة السلف، والرد على أهل الأهواء والبدع، وتبرز قيمته العلمية من خلال الموضوعات التي يعالجها والمسائل التي يتطرق إليها، فهو يعدَّ موسوعة في عقيدة أهل السنة والجماعة، وذلك لأنه تطرق لأغلب مسائل العقيدة وفق منهج السلف الصالح، مدللاً لها من الكتاب والسنة وأقوال الصحابة والتابعين وأئمة المسلمين من بعدهم. فقد ذكر المصنف في هذا الكتاب ما يقارب (2075) نصاً مسنداً من حديث أو أكثر عن صحابي أو عن تابعي أو عن إمام من أئمة المسلمين. ومما يزيد في أهمية هذا الكتاب أن المؤلف ينقل هذه النصوص بإسناده إلى قائليها، وهذا من دلائل التحري والتوقي عند الإمام الآجري خاصة إذا علم أنه لا يروي - في الغالب - إلا عن الأئمة الحفاظ والرواة الثقات في عصره، يضاف إلى ذلك أنه يكثر من إيراد الطرق والشواهد والمتابعات للخبر الواحد، وهذا له أهمية كبيرة في تقوية هذه النصوص التي يذكرها، كما أنه يساعد على معرفة المقبول والمردود منها.
أما بالنسبة للأحاديث المرفوعة إلى النبي صلى الله عليه وسلم فهو يسوقها بإسناده، ويأتي بها - في الغالب - من غير طريق كتب السنة المشهورة؛ فهو من هذه الحيثية يعتبر من كتب المستخرجات، ولا يخفى ما في المستخرجات من فوائد حديثية؛ من توثيق النصوص وضبطها، وعلو الإسناد، وتفسير النصوص بعضها ببعض، وزيادة في قوة الطرق، إلى غير ذلك من الفوائد.
ولما كان هذا الكتاب بهذه المكانة الرفيعة فقد استفاد منه العلماء في القديم والحديث، واهتموا به اختصاراً وتعليقاً ونقلاً منه وغير ذلك.